# 変若水
変若水（おちみず、をちみづ）とは、飲めば若返るといわれた水。月の不死信仰に関わる霊薬の一つ。人間の形態説明の一部としても形容される。西洋のエリクサー、中国の仙丹にあたるものである。

## 月夜見の持てるをち水
日本神話における月の神、ツクヨミも変若水の信仰に関わりを持っており、『万葉集』の中で「月夜見」は、若返りの霊水「をち水」を持つ者として登場する。巻13の長歌には、
「天橋（文） 長雲鴨 高山（文） 高雲鴨 月夜見乃 持有越水 伊取來而 公奉而 越得之（旱）物」
天橋も 長くもがも 高山も 高くもがも 月夜見の 持てるをち水 い取り来て 君に奉りて をち得てしかも（3245）
反歌
「天有哉 月日如 吾思有 君之日異 老落惜文」
天なるや 日月のごとく 我が思へる 君が日に異に 老ゆらく惜しも（3246）
という歌が見られ、年老いていく人を嘆いて、どうにかして天にいる「月夜見」が持つという「をち水」を取り、あなたに奉りたいと若返りの願望を詠んでいる。万葉集中に「をち水」を詠んだ歌は幾つか見られ、
「吾手本 將卷跡念牟 大夫者 變水白髪生二有」
我が手元 まかむと思はむ ますらをは をち水求め 白髪生ひにたり（巻4・627）
「白髪生流 事者不念 變水者 鹿煮藻闕二毛 求而将行」
白髪生ふる ことは思はず をち水は かにもかくにも 求めてゆかむ（巻4・628）
「従古 人之言来流 老人之 變若云水曽 名尓負瀧之瀬」
古ゆ 人の言ひける 老人の をつといふ水ぞ 名に負ふ瀧の瀬（巻6・1034）
とあるように、いずれの歌にも年老いた者を若返らせる「をち水」を求める切実な心が詠み込まれている。
新井秀夫は、論文「「月夜見の持てるをち水」小考」（「日本文芸研究」1991年4月）において、民俗学の見地から、元旦に一年の邪気を払う「若水」を汲む行事が日本各地で多数採取されていること、そして『延喜式』『年中行事秘抄』や佚書『月舊記』などの文献に平安時代の年中行事として、立春の日に行われる「供若水」が見られることを指摘し、古代日本に季節が新しく生まれ変わるのと同じように、春の始めに聖なる水「若水」を汲み、身心を清め生気をたくわえるいわゆる「若水」信仰の存在を考察している。そして、ある種の水を若返りの水として神聖視する信仰は、万葉集においては「変若水」や若返りを詠んだ歌に散見されており、単純な文学的表現とは考えにくいので、これらの歌表現の背景に「若水」信仰が存在したのではないかと考察している。

## アカリヤザガマの若水と死水
「月と若返りの水」の結びつきは、ロシアの東洋学者ニコライ・ネフスキーが著した『月と不死』（東洋文庫）に採集された、沖縄の民族伝承にも語られている。
太古の昔、宮古島にはじめて人間が住むようになった時のこと、月と太陽が人間に長命を与えようとして、節祭の新夜にアカリヤザガマという人間を使いにやり、変若水（シジミズ）と死水（シニミズ）を入れた桶を天秤に担いで下界に行かせた。「人間には変若水を、蛇には死水を与えよ」との心づもりである。しかし彼が途中で桶を下ろし、路端で小用を足したところ、蛇が現れて変若水を浴びてしまった。彼は仕方なく、命令とは逆に死水を人間に浴びせた。それ以来、蛇は脱尾して生まれかわる不死の体を得た一方、人間は短命のうちに死ななければならない運命を背負ったという。
月と太陽の慈悲がかえって人の死という悲劇の誕生となったが、神は人を哀れみ、少しでも若返りできるよう、その時から毎年、節祭の祭日に「若水」を送ることとなった。これが「若水」の行事の起こりである。

## 若水信仰の起こり
中国の古い伝説には若返りの仙薬の話が幾つもあり、『淮南子』には、姮娥が西王母の「不死の薬」を盗んで月の世界に走った話がある。このような仙薬の話が、若返りの薬の発想の由来となったとも見られる。これと同じ発想の話は世界中に広がっており、フレイザーは死の由来話を分類して、蛇など脱尾する動物にからむ「蛇と脱尾（脱皮？）」型と、月の満ち欠けを人の死の由来を結びつけて考えた「月盈虚」型に分けている。アカリヤザガマの話は両者の結合した形となっており、しかもその話の結尾が若水の行事の由来話となっている。
このように古くから世界中で月と不死・再生が結び付けられて来たのは、月の盈虚が見せる死と再生の姿であろうと考えられている。月は新月から上弦の月、満月、下弦の月、新月…という満ち欠けのループを繰り返している。すなわち、月が満月という盛りを過ぎて衰え、下弦の月となってしまいには新月として消えてしまうが、また三日月として夜空に復活する、というループが直接に死と再生を想起させ、そこから更に不死と不老を願う観念と結びついて、「若水」の信仰が成立したと考えられる。